# Antônio da Rocha Bezerra
Antônio da Rocha Bezerra (1759[carece de fontes?] — São Gonçalo do Amarante, 11 de setembro de 1832) foi militar e político brasileiro.
Foi presidente da província do Rio Grande do Norte, de 1 de maio de 1826 a 21 de fevereiro de 1827 e de 10 de março de 1830 a 22 de fevereiro de 1832. Também fez parte da Junta governativa potiguar de 1821.
Nasceu em 1759. Capitão de Milícias, membro do Governo Republicano de 1817. Preso na contra-revolução, junto com outros insurretos, é pronunciado(l) em Recife (1818), e encaminhado para a Bahia, onde aguardaria julgamento. Mas, como a maioria dos “revolucionários” do Rio Grande do Norte, traiu André de Albuquerque na última hora, atirando pedras nos companheiros com os quais conspirara(2). No mesmo ano foi determinada a suspensão das devassas e, consequentemente, de novas prisões. Continuariam presos na Bahia, contudo, os implicados que já se encontravam sob processo, situação que permaneceria até o 1821, quando foram anistiados. Era membro do Conselho da Província quando assumiu, interinamente, o Governo do Rio Grande do Norte, na forma do artigo IX da Carta de lei de 20 de outubro de 1823, em conformidade com CÂMARA CASCUDO (1984, p. 447), em duas oportunidades: de 8 de maio de 1826 a 21 de fevereiro de 1827, recebendo-o de Manuel do Nascimento Castro e Silva e passando-o a José Paulino de Almeida e Albuquerque, e de 10 de março de 1830 a 22 de fevereiro de 1832, substituindo o mesmo José Paulino e sendo sucedido por Joaquim Vieira da Silva e Sousa. Neste segundo período ocorreu uma rebelião militar de vulto, simultaneamente à revolta do caudilho Pinto Madeira, no Ceará, extensiva a alguns municípios desta Província. Essas convulsões sociais inibiram naturalmente o seu desempenho, com o que teve uma atuação apenas discreta. Faleceu em Rego Moleiro, distrito de São Gonçalo do Amarante-RN, a 11 de setembro de 1832. ___________________________________ l) Decisão judicial que, reconhecendo como provada a existência de um crime e admitindo haver indícios suficientes de ser o réu quem o praticou, determina que se lhe registre a culpa e o remete ao julgamento final.
(2) Apenas o Padre João Damasceno Xavier Carneiro, inspirador e mentor da revolução, manteve-se íntegro, fiel ao líder André de Albuquerque, do qual era inclusive conselheiro.